# Stelling van Lindemann-Weierstrass
De stelling van Lindemann-Weierstrass gaat over een bepaald resultaat in de getaltheorie. De stelling zegt, dat algebraïsche lineaire combinaties van algebraïsche machten van e niet nul kunnen zijn. Uit deze stelling kan afgeleid worden dat e en π transcendent getallen zijn. De stelling is genoemd naar de wiskundigen Ferdinand von Lindemann en Karl Weierstrass. 

## Stelling
Laat {\displaystyle \alpha _{1},\ldots ,\alpha _{n}} verschillende algebraïsche getallen zijn en {\displaystyle \beta _{1},\ldots ,\beta _{n}}  willekeurige algebraïsche getallen, die niet alle gelijk zijn aan 0, dan geldt
{\displaystyle \beta _{1}e^{\alpha _{1}}+\ldots +\beta _{n}e^{\alpha _{n}}\neq 0}.
Met behulp van deze zeer algemene stelling bewees von Lindemann de duidelijk zwakkere resultaten dat e en π transcendent zijn.

## Gevolgen
De volgende resultaten zijn een direct gevolg van de stelling:
- Zou {\displaystyle e} een algebraïsch getal zijn, dan zouden er gehele getallen {\displaystyle \beta _{0},\beta _{1},\ldots ,\beta _{n}} moeten zijn, niet alle gelijk aan nul, zodat

{\displaystyle \beta _{0}e^{0}+\beta _{1}e^{1}+\ldots +\beta _{n}e^{n}=0,}
wat duidelijk in tegenspraak is met de bovengenoemde stelling.
- Om de transcendentie van {\displaystyle \pi } af te leiden, veronderstelt men dat {\displaystyle \pi } een algebraïsch getal zou zijn. Omdat de algebraïsche getallen een lichaam vormen, moet dan ook {\displaystyle \pi i} algebraïsch zijn, waarin {\displaystyle i} de imaginaire eenheid is. Voor {\displaystyle n=1,\beta _{0}=\beta _{1}=1,\alpha _{0}=\pi i}  en {\displaystyle \alpha _{1}=0} krijgt men een tegenspraak met de bovengenoemde stelling, want volgens de formule van Euler geldt:

{\displaystyle e^{\pi i}+1=e^{\pi i}+e^{0}=0}.
- Duidelijk is dat de natuurlijke logaritme van een algebraïsch getal een transcendent getal is. Immers, stel dat {\displaystyle \alpha } een algebraïsch getal is, dan geldt

{\displaystyle e^{\ln(\alpha )}-\alpha e^{0}=0}
en hierin zijn behalve {\displaystyle \ln(\alpha )} alle coëfficiënten algebraïsch.
- Is {\displaystyle \alpha } een van 0 verschillend algebraïsch getal, dan volgt uit de stelling ook dat de getallen {\displaystyle e^{\alpha }}, sin(α), cos(α), tan(α), sinh(α), cosh(α) en tanh(α) transcendent zijn.

Korte tijd na het bewijs van de stelling van Lindemann-Weierstrass leverde David Hilbert een duidelijk vereenvoudigd bewijs voor de speciale gevallen van de transcendentie van de wiskundige constanten {\displaystyle e} en {\displaystyle \pi }, waaruit ook weer de algemene stelling af te leiden is.

## Websites
- (en)  Lindemann-Weierstrass Theorem (Mathworld)